# Municipio de Benton (condado de Ringgold)
El municipio de Benton (en inglés: Benton Township) es un municipio ubicado en el condado de Ringgold en el estado estadounidense de Iowa. En el año 2010 tenía una población de 110 habitantes y una densidad poblacional de 1,45 personas por km².

## Geografía
El municipio de Benton se encuentra ubicado en las coordenadas 40°40′51″N 94°25′10″O / 40.68083, -94.41944. Según la Oficina del Censo de los Estados Unidos, el municipio tiene una superficie total de 76.07 km², de la cual 75,76 km² corresponden a tierra firme y (0,39 %) 0,3 km² es agua.

## Demografía
Según el censo de 2010, había 110 personas residiendo en el municipio de Benton. La densidad de población era de 1,45 hab./km². De los 110 habitantes, el municipio de Benton estaba compuesto por el 89,09 % blancos, el 10,91 % eran de otras razas. Del total de la población el 10,91 % eran hispanos o latinos de cualquier raza.